# ジャコビニ・ツィナー彗星
ジャコビニ・ツィナー彗星（ジャコビニ・ジンナー彗星、ジャコビニ・ツィンナー彗星、ジャコビニ・チンナー彗星とも。英語: 21P/Giacobini-Zinner、略称:Comet G-Z）は公転周期6.55年の周期彗星。1900年12月20日にミシェル・ジャコビニが発見し、1913年10月23日にエルンスト・ツィナーが再発見した。ジャコビニ・ツィナー彗星は10月りゅう座流星群（旧称ジャコビニ流星群）の母天体である。なお、ツィナーの再発見まではジャコビニ彗星と呼んだが、現在ではジャコビニ彗星は別の彗星の名前である。
核の直径は2.0km。2018年の回帰の際には見かけの等級がいつもは12~13等級であったのに対し7等級近くにまで達した。1946年の回帰のときには地球に0.26 auまで接近し、見かけの等級は6まで達した。

## 発見
1900年12月20日、フランス・ニースのニース天文台のミシェル・ジャコビニは、みずがめ座に彗星を発見した。その当時の見かけの等級は10.5~11等程度だった。1900年の回帰の時には、翌1901年2月16日まで観測された。6.8年の公転周期が求められ、1907年の回帰が予言されたが、その年には現れなかった。
1913年10月23日、ドイツ・バンベルクのエルンスト・ツィナーは、たて座β星の近くの変光星を観測中に、ジャコビニ彗星を再発見した。

## 近日点通過
ジャコビニ・ツィナー彗星は2018年9月10日に近日点を通過した。前回以前の近日点通過は以下の通りである。
- 1900年11月28日
- 1907年5月19日 (観測されず)
- 1913年11月2日
- 1920年5月18日 (観測されず)
- 1926年12月11日
- 1933年7月15日
- 1940年2月17日
- 1946年9月18日
- 1953年4月16日 (観測されず)
- 1959年10月26日
- 1966年3月28日
- 1972年8月4日
- 1979年2月12日
- 1985年9月5日
- 1992年4月13日
- 1998年11月21日
- 2005年7月2日
- 2012年2月11日
- 2018年9月10日

次に近日点を通過するのは2025年3月25日である。次回以降の近日点通過は以下の通りである。
- 2025年3月25日
- 2031年8月30日
- 2038年5月16日
- 2045年2月10日
- 2051年11月24日
- 2058年9月6日
- 2065年6月14日
- 2072年3月21日
- 2078年10月19日
- 2085年6月29日
- 2092年3月21日
- 2099年1月2日
- 2105年10月15日

## 10月りゅう座流星群
ジャコビニ・ツィナー彗星は、ジャコビニ流星群の母天体である。なお、「ジャコビニ流星群」というのは古くから使われていた呼び名で、2009年に名称による混乱が起こらないようにするため、放射点の星座に基づく「10月りゅう座流星群」の正式名称が付与された。
普段はあまり見られない流星群であるが1933年と1946年の10月りゅう座流星群は最大で1時間に数千個もの流星群が観測できるほど好ましい条件であった。また、1998年にもアジアからヨーロッパ東部にかけては1時間の最大出現数が500にも及ぶ流星群が見られた。
1972年には日本で大規模な流星群がやってくると予測されていたが国立天文台(当時は東京天文台)の予想は大外れし、流星群が空を覆い尽くす、などといったことはなかった。

## ICEによる探査

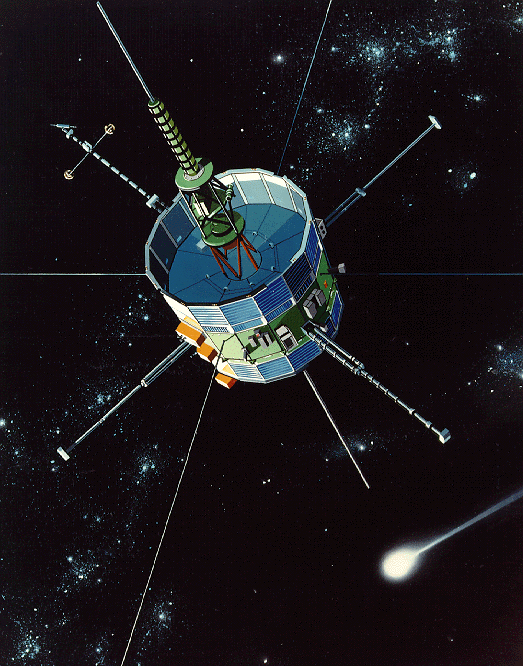
彗星に向かうICE（想像図）

1978年8月12日、アメリカ航空宇宙局 (NASA) は太陽風探査機ISEE-3を打ち上げた。ISEE-3は地球-月L-1点で長く運用された後、軌道を変更し、彗星探査機ICEとして運用されることになった。
ICEはその後軌道を変更し、1983年12月にはジャコビニ・ツィナー彗星に遭遇できるような軌道になった。1985年9月11日、ジャコビニ・ツィナー彗星から7862 kmの距離で通過し、水と一酸化炭素を検出した。ICEはその後、1986年3月28日、ハレー彗星に接近、探査した。
なお、日本の宇宙科学研究所 (ISAS) のハレー彗星探査機さきがけが、1998年にジャコビニ・ツィナー彗星を探査することが検討されたが、推進剤の不足により断念された。

## 有機物
2019年、JAXAの大坪貴文らの研究によりジャコビニ・ツィナー彗星にはケイ酸塩や多環芳香族炭化水素が含まれていることが明らかになった。他にも複雑な有機物に富んでいることが分かり、これらの物質が生成されたことを考えるとジャコビニ・ツィナー彗星は比較的高温な場所で形成された可能性があることが示された。
また、ジャコビニ・ツィナー彗星では普通の彗星とは異なり、C2、C3、NH2のようなラジカルがあまり見られない。2020年に京都産業大学の新中善晴らによって行われた研究によると二酸化炭素も普通の彗星に比べて少ないことが分かっている。

## フィクション
松任谷由実のアルバム『悲しいほどお天気 』収録曲に「ジャコビニ彗星の日」がある。1972年10月9日のジャコビニ流星群を歌った歌である。ただし、歌詞には「72年10月9日」「流星群」という言葉はあるが、彗星自体は出てこない。